# Laroya
Laroya este o municipalitate din provincia Almería, Andaluzia, Spania, cu o populație de 100 locuitori.